# Фоменко, Григорий Петрович
Григорий Петрович Фоменко (род. 10 августа 1949, с. Хайки, Евдаковский район, Воронежская область) — советский и российский военный деятель, военный комендант Чечни в 2003—2006 годах, в 2006 году назначен на должность первого заместителя командующего войсками Северо-Кавказского округа внутренних войск МВД России.

Участник событий по поддержанию правопорядка на территориях республик Закавказья и Средней Азии СССР, Осетино-ингушского конфликта (1992—1993), Чеченской республики в 1994—1996 и 1999—2006 годах.

## Биография
В 1959 году вместе с родителями переехал на новое место жительства пос. Степной Каменского района Ростовской области, где в 1960 году окончил начальную школу с отличием. В 1963 году вступил в члены ВЛКСМ. В 1964 году окончил Волченскую восьмилетнюю школу на хорошо и отлично. С 1964 по 1967 год учился с Старостаничной средней школе рабочей молодежи. Одновременно обучаясь в школе рабочей молодёжи, окончил Зерноградское СПТУ-7 по специальности «механик-комбайнер» с двумя хорошими и остальными отличными оценками. Работал в Каменском откормсовхозе сначала рабочим, а затем трактористом и комбайнером. После окончания школы рабочей молодёжи успешно поступил в Орджоникидзевское высшее общевойсковое командное училище (Минобороны), из которого ушёл по собственному желанию через непродолжительное время обучения, то есть 20 сентября 1967 года. До призыва на военную службу продолжал работать механизатором в указанном совхозе. В феврале 1968 года был принят Каменским РК кандидатом в члены КПСС.
1 ноября 1968 года был призван на военную службу в пограничные войска КГБ при СМ СССР (Закавказье). В мае 1969 года политотделом 125 погранотряда был принят в члены КПСС. После окончания школы сержантского состава был назначен сначала командиром отделения, а затем заместителем начальника пограничной заставы, что соответствовало штатному расписанию «капитан». В связи с назначением на офицерскую должность было присвоено внеочередное воинское звание «старшина». Также за высокие показатели в охране государственной границы СССР, обучении, воспитании подчиненных был награждён медалью «За воинскую доблесть в ознаменовании 100-летия со дня рождения В. И. Ленина». После увольнения в запас в декабре 1970 года продолжал работать механиком отделения в совхозе (не имея высшего технического образования).
В сентябре 1971 года был призван во внутренние войска МВД СССР (войсковая часть 3433 г. Каменск-Шахтинский) по охране особо важного государственного объекта.
В 1972 году после окончания курсов командиров взводов и сдачи экстерном экзаменов за полный курс среднего военного училища был назначен не командиром взвода, а с учетом личной подготовленности сразу заместителем командира отдельно дислоцированной роты. За высокие показатели в служебно-боевой деятельности, высокую личную подготовленность ровно через один год в воинском звании «лейтенант» был назначен командиром отдельно дислоцированной роты, которую из отстающих вывел в «отличную».
В 1976 году был награждён медалью «За отличие в воинской службе 2 степени».
В 1977 году в воинском звании «старший лейтенант» был направлении в Военную академию им. М. В. Фрунзе, которую успешно закончил в 1980 году и назначен командиром батальона в воинском звании «капитан» г. Соликамск Пермской области.
8 февраля 1982 года было присвоено воинское звание «майор», а 10 февраля этого же года был назначен первым заместителем командира 51 конвойной бригады внутренних войск МВД СССР (г. Ныроб). На следующий год был переведен на должность начальника штаба — первого заместителя этой же бригады.
В марте 1984 года в воинском звании «майор» был назначен командиром бригады (единственный комбриг в возрасте 34 лет в воинском звании «майор» во всех внутренних войсках Советского Союза).
В 1984 году окончил курсы усовершенствования офицерского состава по программе командиров соединений при ГУВВ МВД СССР. За высокие показатели в служебно-боевой деятельности бригады в мае 1985 года было досрочно присвоено воинское звание «подполковник», а в 1986 году был награждён орденом «За службу Родине в ВС СССР 3 степени».
В феврале 1988 года приступил к исполнению обязанностей первого заместителя начальника Пермского высшего военного командного училища ВВ МВД СССР. За время прохождения военной службы в училище постоянно командовал войсковым оперативным резервом, который выполнял задачи в Республиках Закавказья и Средней Азии. За это время был награждён медалью «За отличие в охране общественного порядка» и вторым орденом «За службу Родине в ВС СССР 2 степени».
В связи с большим опытом выполнения задач в горячих точках в ноябре 1991 года был назначен заместителем начальника штаба УВВ МВД СССР по Северному Кавказу и Закавказью — начальником штаба района чрезвычайного положения в Нагорно-Карабахской автономной области, где был представлен к награждению третьим орденом «За службу Родине в ВС СССР 1 степени», но в связи с развалом Советского Союза орденами и медалями СССР награждение было прекращено. С распадом СССР УВВ МВД СССР по Северному Кавказу и Закавказью было полностью расформировано, после чего в марте 1992 года был назначен первым заместителем командира Краснодарской дивизии ВВ МВД РФ.
В июне 1994 года был назначен на вышестоящую воинскую должность командира Курской дивизии ВВ МВД РФ, а с началом боевых действий на территории Чеченской Республики был назначен командиром Владикавказской дивизии ВВ МВД РФ, которую как первый командир сформировал и её части выполняли задачи в районе Осетино-Ингушского конфликта, на территории Чеченской Республики, на административной границе Чеченской Республики и Дагестана. По численности дивизия превышала 18 000 человек и в то время была самым крупным соединением не только во внутренних войсках, но и в Вооруженных Силах РФ. После вывода войск с территории Чеченской Республики и переформировании дивизии в октябре 1997 года был назначен заместителем командующего войсками Северо-Кавказского округа ВВ МВД России по чрезвычайным ситуациям.
В это время, с 1997 по 1999 годы, периодически командовал временной оперативной группировкой сил на Северном Кавказе (ВОГС г. Моздок РСО-Алания). За мужество и героизм, проявленные при исполнении воинского долга в 1998 году был награждён орденом Мужества и именным огнестрельным оружием — пистолетом Макарова. В 1999 году окончил высшие курсы академии Генерального Штаба ВС РФ. После чего выполнял обязанности заместителя командующего ОГВ(с) по спецоперациям на территории Чеченской Республики.
С декабря 2002 года выполнял обязанности военного коменданта г. Грозного, а с сентября 2003 года военного коменданта Чеченской Республики оставаясь штатным заместителем командующего войсками Северо-Кавказского округа ВВ МВД России. После передачи штатной единицы военного коменданта Чеченской Республики «генерал-лейтенант» от Минобороны во внутренние войска МВД России Указом Президента РФ был назначен военным комендантом Чеченской Республики в мае 2004 года, а в ноябре этого же года было присвоено воинское звание «генерал-лейтенант».
После взрыва на стадионе 9 мая 2004 года в г. Грозном получил контузию и ранение был госпитализирован. Обязанности военного коменданта Чеченской Республики временно исполнял первый заместитель командующего войсками СКО ВВ МВД России — генерал-лейтенант Абрашин Е. Е. За время проведения контртеррористической операции был награждён медалью ордена «За заслуги перед Отечеством» 2 степени (с изображением мечей), орденом «За военные заслуги», 4 благодарности от Президента РФ — В. В. Путина. В декабре 2006 года был назначен первым заместителем командующего войсками СКО ВВ МВД России. После достижения предельного возраста пребывания на военной службе трижды продлевался контракт сверх предельного возраста.
В октябре 2007 года был уволен в запас ВС РФ. С 2007 по 2012 год работал руководителем представительства Чеченской республики в Южном Федеральном округе г. Ростова-на-Дону. Член КПРФ с 2008 года. При увольнении в запас был награждён именным холодным оружием — кортиком.
В 2016 году был выдвинут политической партией «Коммунистическая партия Российской Федерации» кандидатом в депутаты Государственной думы Федерального собрания Российской Федерации седьмого созыва по 149 Ростовскому одномандатному избирательному округу (Ростовская область). По результатам выборов в Государственную думу не прошел, занял второе место с 9,25 % (21251) проголосовавших.
9 сентября 2018 года в составе списка кандидатов, выдвинутого Ростовским областным отделением политической партии КПРФ, избран депутатом Законодательного Собрания Ростовской области. На первом организационном заседании регионального парламента, состоявшемся 14 сентября,  назначен председателем комитета Законодательного Собрания Ростовской области по делам военнослужащих, ветеранов военной службы, гражданской обороне и чрезвычайным ситуациям.

## Награды и звания
Фоменко награждён орденами «За службу Родине в Вооружённых Силах СССР» II и III степени, орденом Мужества, орденом «За военные заслуги», медалями. В ноябре 2004 года ему было присвоено звание генерал-лейтенанта.